# Sanjacobo
El sanjacobo es un plato tradicional español consistente en dos lonchas de jamón que emparedan una loncha de queso rebozada con pan rallado y huevo, que se fríe luego en aceite. Es una variante del cordon bleu («cordón azul» en francés), plato consistente en un escalope de ternera empanado, enrollado alrededor de una loncha de jamón y una de queso.

## Historia
Hay varias leyendas sobre su origen. Una de ellas asegura que se trataba de un alimento con el que se obsequiaba a los peregrinos en las hosterías del Camino de Santiago. Otra leyenda indica que es un plato homenaje a san Jacobo —que intervino en favor de los cristianos contra los musulmanes—, utilizado como prueba para distinguir comensales cristianos de musulmanes y judíos, o bien para ahuyentar a estos.
Sin embargo, no hay ninguna referencia a nada llamado sanjacobo en los libros de cocina hasta finales del siglo XX. La primera mención fue en 1968 y, aunque no hay pruebas sobre su origen, desde ese año aparecía como parte del repertorio de tapas andaluzas. En 1983, el periódico ABC lo incluyó en un especial sobre la cocina típica andaluza, señalando que era un plato de Almería, popularizado posteriormente en toda la región.